# Erannis marginemaculata
Erannis marginemaculata là một loài bướm đêm trong họ Geometridae.